# Halina Górecka
Halina Sylwia Górecka, rozená Richter, provdaná Herrmann, (* 4. února 1938 Chořov) je bývalá polsko-německá atletka – sprinterka. Čtyřikrát se zúčastnila Letních olympijských her, získala zlatou a bronzovou olympijskou medaili. Byla také světovou rekordmankou v ženské štafetě na 4 × 100 m. Od roku 1965 žije v Německu.
V roce 1956 soutěžila za Polsko na LOH v Melbourne, v roce 1960 na LOH v Římě a v roce 1964 na LOH v Tokiu. Za Západní Německo soutěžila v roce 1968 na LOH v Mexico City.
Na LOH v Římě roku 1960 získala bronzovou medaili ve štafetě 4 × 100 m. Dále v roce 1964 na LOH v Tokiu získala zlatou medaili ve štafetě 4 × 100 m a zároveň tím vytvořila nový světový rekord. V Tokiu také skončila sedmá ve finále ve sprintu na 100 m.
V roce 1964 se stala dvojnásobnou vítězkou v Polsku na 100 a 200 m. Dne 13. září 1964, měsíc před překonáním rekordu v Tokiu, vytvořila dřívější rekord v Lodži, v Polsku, také ve štafetě na 4 × 100 m.
V roce 1965 opustila Polsko a odjela do Západního Německa, kde se podruhé vdala. Její účast za Západní Německo na LOH v Mexico City roku 1968 zůstala však bez medaile.